# Alejandro Cattaruzza
Alejandro Cattaruzza es un historiador, docente e investigador argentino especializado en la historia cultural y política y el desarrollo de las corrientes historiográficas en Argentina durante el siglo XX. En la actualidad, es Profesor Titular en la Facultad de Filosofía y Letras de la Universidad de Buenos Aires; entre 1989 y 2017 fue Profesor Titular en la  Universidad Nacional de Rosario. Es investigador del CONICET y desarrolla su trabajo en el Instituto de Historia Argentina y Americana Dr. Emilio Ravignani, donde fue Vicedirector y Director interino entre 2017 y 2019.

## Obras
Alejandro Cattaruzza es autor de varias obras de investigación histórica.
- Historia y política en los años treinta: comentarios en torno al caso radical (1ª edición). Biblos. 1991. ISBN 978-950-9316-95-9.
- Marcelo T. de Alvear (1ª edición). Fondo de Cultura Económica. 1997. ISBN 978-950-557-230-4.
- Nueva historia argentina (1ª edición). Sudamericana. 2001. ISBN 978-950-07-1938-4.
- La Argentina de la encrucijada (1ª edición). Aguilar, Altea, Taurus, Alfaguara. 2002. ISBN 978-950-511-768-0.
- Los usos del pasado (1ª edición). Sudamericana. 2007. ISBN 978-950-07-2874-4.
- Historia de la Argentina 1916-1955 (1ª edición). Siglo XXI Editores Argentina. 2009. ISBN 978-987-629-078-4.

Sus trabajos se incluyeron en varias obras colectivas.
- Políticas de la historia (1ª edición). Alianza Editorial. 2003. ISBN 978-950-40-0181-2. En coautoría con Alejandro C. Eujanian.
- Debates de Mayo (1ª edición). Celtia-Gedisa. 2005. ISBN 978-950-9113-70-1. Reúne trabajos de José Carlos Chiaramonte, Elsa Beatriz Bragoni, Jorge Myers, Marcela Ternavasio, Elías José Palti, Eduardo Rinesi, José Pablo Feinmann, Natalio R. Botana, Margarita Gutman, Hilda Sábato, Fernando Devoto, Lilia Ana Bertoni, Mirta Alicia Amati, Pablo Alabarces, Horacio González, Alejandro Cattaruzza, Maristella Svampa y Inés María Pousadela. Compilado por José Nun y Alejandro Grimson.
- Historia, ¿para qué? (1ª edición). Prometeo Libros. 2010. ISBN 978-987-574-436-3. Reúne textos de Elías José Palti, Alejandro Cattaruzza, Rosa Belvedresi, Enzo Traverso, Gabriela Águila, Luciano Alonso y Patricia Funes.
- Historia del mundo contemporáneo (1ª edición). Santillana. 2010. ISBN 978-950-46-1724-2. En coautoría.

Sus artículos y ensayos fueron publicados en revistas especializadas de Argentina y otros países. Entre ellos:
- «Las culturas políticas en la Argentina de los años treinta: algunos problemas abiertos». Anuario del Instituto de Historia Argentina-FaHCE-UNLP (FaHCE-Universidad Nacional de La Plata) 16 (2). 2016. ISSN 2314-257X.
- «Dimensiones políticas y cuestiones historiográficas en las investigaciones históricas sobre la memoria». Storiografia (Roma: Istituti Editorialli Poligrafici Intenazionali) (XVI). 2012. ISSN 1128-2339.
- «Los años sesenta y setenta en la historiografía argentina (1983-2008): una aproximación». Nuevo Mundo, Mundos Nuevos (París: EHESS-CNRS). 2008. ISSN 1626-0252.